# Conchie-Gletscher
Der Conchie-Gletscher ist ein Gletscher an der Rymill-Küste des Palmerlands auf der Antarktischen Halbinsel. Er fließt zwischen den Batterbee Mountains und den Steeple Peaks in südwestlicher Richtung zum George-VI-Sund.
Das UK Antarctic Place-Names Committee benannte den Gletscher 1976 nach Bertie John Conchie (* 1930) von der Royal Air Force, Pilot des British Antarctic Survey von 1969 bis 1975.